# طناب ایستا

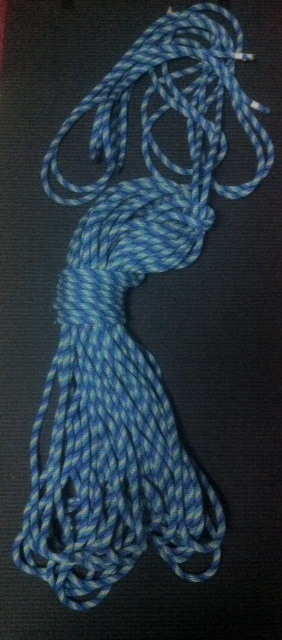
نمایی از یک نوع طناب ایستا

طناب ایستا به طنابی گفته می‌شود که بر خلاف طناب‌های پویا برای کش آمدن تحت فشار طراحی نشده است. این طناب‌ها کاربردهای متعددی مانند عملیات‌های آتشنشانی و غارنوردی دارد.
طناب‌های ایستا کاربردهای کمی در صعود دارد. به این دلیل که اگر بر روی طناب ایستا سقوط اتفاق بیفتدبه دلیل ناکشسانی طناب شوک حاصل از سقوط مستقیماً بر بدن فرد وارد شده می‌تواند آسیب جدی وارد کند. اما فرود بر روی طناب‌های ایستا قابل انجام است.